# Lijst van burgemeesters van Hasselt (België)
Dit is een lijst van burgemeesters van Hasselt, een gemeente in de Belgische provincie Limburg.

## Frans en Hollands bestuur
| periode     | naam burgemeester              | stroming | opmerking       |
| ----------- | ------------------------------ | -------- | --------------- |
| 1796 - 1796 | Arnold Baerts                  |          | stadssecretaris |
| 1797 - 1797 | Peter Jan Willems              |          | zilversmid      |
| 1798 - 1798 | Nicolaas van Gulpen            |          | drukker         |
| 1798 - 1798 | Peter Jan Willems              |          | zilversmid      |
| 1799 - 1799 | Nicolaas van Gulpen            |          | drukker         |
| 1800 - 1817 | Godfried Renier Cox            |          | rentenier       |
| 1817 - 1822 | Lambert Jacobs                 |          |                 |
| 1822 - 1830 | Robert Gaspar Antoon de Sigers |          | rentenier       |

## Koninkrijk België
| periode     | naam burgemeester       | stroming | stroming                  | opmerking                            |
| ----------- | ----------------------- | -------- | ------------------------- | ------------------------------------ |
| 1830 - 1833 | Julien de Cecil         |          | liberaal                  | baron                                |
| 1833 - 1836 | Michel Arnold Bamps     |          | liberaal                  | notaris                              |
| 1836 - 1842 | Pieter Jan Willems      |          | katholiek                 | industrieel                          |
| 1842 - 1865 | Michel Arnold Bamps     |          | liberaal                  | notaris                              |
| 1866 - 1872 | Clement Vanderstraeten  |          | liberaal                  | jeneverstoker                        |
| 1872 - 1875 | Armand Roelants         |          | katholiek                 | rentenier, later provinciegriffier   |
| 1875 - 1878 | Jules Nagels            |          | katholiek                 | advocaat                             |
| 1878 - 1880 | Gaspar Arnold Bamps     |          | liberaal                  | notaris                              |
| 1880 - 1883 | Guillaume Stellingwerff |          | liberaal                  | advocaat                             |
| 1884 - 1895 | Ernest Goetsbloets      |          | liberaal                  | notaris                              |
| 1895 - 1937 | Ferdinand Portmans      |          | katholiek                 | notaris, ridder                      |
| 1937 - 1940 | Jozef Bollen            |          | katholiek                 | arts                                 |
| 1940 - 1944 | Jef Deumens             |          | Vlaams-nationalist        | waarnemend burgemeester, onderwijzer |
| 1944 - 1963 | Jozef Bollen            |          | katholiek (CVP)           | arts                                 |
| 1963 - 1988 | Paul Meyers             |          | katholiek (CVP)           | advocaat                             |
| 1989 - 1994 | Louis Roppe             |          | katholiek (CVP)           | advocaat                             |
| 1995 - 2005 | Steve Stevaert          |          | socialist (SP/sp.a)       | vanaf 1998 enkel titelvoerend        |
| 2005 - 2009 | Herman Reynders         |          | socialist (sp.a)          | burgemeester                         |
| 2009 - 2016 | Hilde Claes             |          | socialist (sp.a)          | advocate                             |
| 2016 - 2018 | Nadja Vananroye         |          | katholiek (CD&V)          | directeur welzijnssector             |
| 2019 -      | Steven Vandeput         |          | Vlaams-nationalist (N-VA) | ondernemer                           |